# Ebastin
Ebastin är ett antihistamin som säljs receptfritt på apotek till exempel under varumärkena Kestine eller Ebastin. Egenvård med Kestine mot pollenallergi är idag godkänd från 12 års ålder.
Kemiskt namn: 4¢-tert-Butyl-4-[4-(difenylmetoxi)piperidino]butyrofenon 
Andra antihistaminer är bland annat cetirizin, levokabastin och loratadin.